# Amédée Gaubert
 (février 2025).
Anne Henri Melchior Amédée Gaubert est un Intendant général né le 26 juillet 1881 à Tarascon-sur-Ariège (Ariège) et décédé à Toulouse (Haute-Garonne) le 20 janvier 1967.
Après avoir servi au Tonkin puis durant la Première Guerre mondiale comme intendant de la 48e division d’infanterie, il effectue toute sa carrière militaire dans ce corps, notamment comme directeur de l’École supérieure de l’intendance de 1936 à 1938, puis comme directeur de l’intendance d'abord à Marseille à partir de 1938, à Toulouse ensuite, en 1940.

## Biographie
Amédée Gaubert est né le 26 juillet 1881 à Tarascon-sur-Ariège (Ariège). Orphelin de père, il se destine au métier des armes et intègre l'École polytechnique (promotion 1900) aux côtés de Raoul Dautry et d’Albert Etévé. D’abord sous-lieutenant dans le Génie, à Avignon, il est ensuite affecté au Tonkin, alors protectorat français, de 1907 à 1910.
En 1912, il se marie avec Marie-Thérèse de Guibert rencontrée lors d’une permission à Ax-les-Thermes (Ariège). Le couple aura une fille, Yvonne, née l’année suivante et qui aura une descendance.
Ayant suivi l’École de l’intendance en 1913, Amédée Gaubert prend part à la Première Guerre mondiale comme intendant de la 48e division d’infanterie avant d’être affecté au quartier général de la Xe armée du Rhin jusqu’en 1919.
Rejoignant l’Armée du Levant en 1922, puis affecté au Maroc en 1925, il retourne en France en 1929. Intendant à Toulouse jusqu’en 1933, il est ensuite nommé à Dijon en tant que Directeur régional d’abord, à la tête de l’École d’Intendance de la ville de 1936 à 1938 ensuite.
En 1938, il est nommé Directeur de l’intendance de la XVe Région militaire à Marseille jusqu’en 1940 puis rejoint Toulouse et la XVIIe Région militaire dans les mêmes fonctions jusqu’en 1941.
Décoré de la médaille coloniale et de la croix de Guerre, Amédée est élevé au grade de Chevalier de la Légion d’honneur en octobre 1918, d’Officier en juillet 1930 et le sera enfin au titre de Commandeur en juin 1941, terminant sa carrière et partant à la retraite de l’armée cette année-là avec le grade d’Intendant Général.
Décédé le 20 janvier 1967 à Toulouse, il est enterré au Cimetière communal de Tarascon-sur-Ariège.

## Citations et décorations
- Citation à l’ordre de la 48e division d’Intendance en date du 21 juin 1916
- Médaille commémorative de la Grande Guerre (« Médaille des poilus »)
- Croix de guerre 1914-1918
- Médaille interalliée 1914-1918
- Médaille de la Paix du Maroc
- Médaille coloniale (agrafes Tonkin et Maroc 1925-1926)
- Croix de la Valeur militaire
- Palmes académiques
- Chevalier  (1918) - Officier (1930) - Commandeur de la Légion d’honneur (1941)

## Postérité
- Chemin rural de l’Intendant-Général Amédée Gaubert à Pechbonnieu, commune de Haute-Garonne[8], où il possédait une résidence.